# Eduardo Menéndez Rodríguez
Eduardo Ramiro Menéndez Rodríguez (7 de agosto de 1946, Mérida, Yucatán, (México - 31 de enero de 2000), periodista y empresario mexicano descendiente de una conocida familia de periodistas. Hermano de Mario Menéndez Rodríguez, también periodista.

## Biografía
Fue hijo del periodista Mario Menéndez Romero y de Pilar Rodríguez Cantillo, y nieto de Carlos R. Menéndez, fundador del Diario de Yucatán. Cursó su primaria en el colegio Central y en el colegio Montejo de la ciudad de Mérida, para después estudiar su carrera a la Universidad de Miami. En sus inicios se dedicó al comercio, administró el hotel Montejo Palace, en la ciudad de Mérida así como también se dedicó al transporte, innovando con minibuses en la propia capital del estado de Yucatán, México y como fraccionador de terrenos. 
La faceta por la que fue conocido fue el ejercicio del periodismo a partir de 1988, cuando fundó La Revista Peninsular, semanario de información y análisis político, de la que fue director hasta su muerte. Tuvo dos hijos, Eduardo y Rodrigo Menéndez Cámara, este último continuó como director del semanario.